# Saint-Sylvain
Saint-Sylvain é uma comuna francesa na região administrativa da Normandia, no departamento de Sena Marítimo. Estende-se por uma área de 3,23 km². Em 2010 a comuna tinha 170 habitantes (densidade: 52,6 hab./km²).